# El sueño de una noche de San Juan
Pour plus de détails, voir Fiche technique et Distribution.
El sueño de una noche de San Juan (qui signifie en espagnol Le Songe d'une nuit de la Saint-Jean) est un long métrage d'animation hispano-portugais réalisé par Ángel de la Cruz et Manolo Gómez, et sorti au cinéma en Espagne en 2005. Entièrement réalisé en images de synthèse, il s'inspire librement de la pièce de théâtre Le Songe d'une nuit d'été de William Shakespeare.

## Fiche technique
- Titre original : El sueño de una noche de San Juan
- Réalisation : Ángel de la Cruz et Manolo Gómez
- Scénario : Ángel de la Cruz et Beatriz Iso, d'après Le Songe d'une nuit d'été de William Shakespeare
- Production : Manolo Gómez
- Musique originale : Arturo B. Kress, Sergio Pena Castro
- Montage : Mercedes Arcones, Ángel de la Cruz, Juan Galiñanes
- Sociétés de production : Dygra Films S.L., Appia Filmes
- Distribution : Filmes Lusomundo (sortie au cinéma, Portugal)
- Pays :  Espagne,  Portugal
- Langue : espagnol
- Durée : 85 minutes (Espagne)
- Format : 1,85:1, couleur
- Son : Dolby Digital
- Dates de sortie : 
  -  Espagne : 1er juillet 2005
  -  Portugal : 21 juillet 2005

## Distribution (voix originales)
- Gabino Diego : Lisandro
- Gemma Cuervo : Cleta
- Carla de Sá : Helena (Hélène)
- Antonio Galves : Teseo (Thésée)
- Carmen Machi : Mostaza
- José Luis Gil : Filóstrato
- Isabel Ordaz : Frosi
- Emma Penella : Faena
- Juan Perucho : Oberon
- Sara Vivas : Perecho

## Récompense
Le film remporte le prix Goya du Meilleur film d'animation en 2006.